# Vídeo de rang dinàmic estàndard
El vídeo de rang dinàmic estàndard (amb acrònim anglès SDR) és una tecnologia de vídeo que representa la intensitat de la llum basada en les característiques de brillantor, contrast i color i les limitacions d'una pantalla de tub de raigs catòdics (CRT). El vídeo SDR és capaç de representar els colors d'un vídeo o d'una imatge amb una luminància màxima al voltant de 100 cd/m², un nivell de negre al voltant de 0,1 cd/m² i una gamma de colors Rec.709/sRGB. Utilitza la corba gamma com a funció de transferència electro-òptica.
Els primers televisors CRT es van fabricar el 1934 i els primers televisors CRT en color es van fabricar el 1954. El terme "vídeo de rang dinàmic estàndard" es va adoptar per distingir el vídeo SDR del vídeo d'alt rang dinàmic, una nova tecnologia que es va desenvolupar a la dècada de 2010 per superar els límits de l'SDR. Funció de transferència, corbes gamma convencionals:
- Funció de transferència optoelectrònica (OETF):
  - Rec. 601 (senyals de vídeo analògics en forma de vídeo digital SD-TV)[8]
  - Rec. 709 (HD-TV)
  - Rec. 2020 (UHD-TV)
  - sRGB
- Funció de transferència electroòptica (EOTF):
  - ITU-R BT.1886 (SDR-TV)[9]
  - sRGB (monitors, impressores, World Wide Web)[10]

La part lineal de la corba gamma convencional es va utilitzar per limitar el soroll de la càmera en vídeo amb poca llum, però ja no es necessita amb càmeres d'alt rang dinàmic (HDR). Un exemple de corba gamma convencional seria Rec. 601:
{\displaystyle E={\begin{cases}4.500L&L<0.018\\1.099L^{0.45}-0.099&L\geq 0.018\end{cases}}}
La Recomanació ITU-R BT.1886 descriu la referència EOTF de SDR. És una corba gamma que representa la resposta del CRT al senyal de vídeo. Ha estat publicat per la UIT l'any 2011.
Una funció de transferència més propera a la llei de Weber permet un rang dinàmic més gran, a la mateixa profunditat de bits, que una corba gamma convencional. Els estàndards HDR com ara híbrid log-gamma (HLG) i SMPTE ST 2084 permeten un rang dinàmic més gran mitjançant l'ús d'una funció de transferència diferent. HLG és compatible amb pantalles SDR.